# Приз Френка Дж. Селке
«Приз Френка Дж. Селке» (англ. Frank J. Selke Trophy) — трофей Френка Дж. Селке, або просто трофей Селке, щорічно вручається форварду Національної хокейної ліги, який демонструє найбільшу майстерність у оборонній складовій гри. Переможець обирається шляхом опитування Асоціації професійних хокейних журналістів за підсумками регулярного сезону НХЛ. Приз названий на честь Френка Дж. Селке, колишнього генерального менеджера «Торонто Мейпл Ліфс» і «Монреаль Канадієнс». Приз вперше вручили після сезону НХЛ 1977/78. Першим володарем цього трофею став колишній відомий канадський хокеїст Боб Гейні.